# Andrija Pavlović
Andrija Pavlović, född 16 november 1993, är en serbisk fotbollsspelare som spelar som anfallare för APOEL, på lån från Rapid Wien.

## Karriär
Den 29 april 2018 meddelade FC Köpenhamn att Pavlović sålts till österrikiska Rapid Wien. I juli 2019 lånades Pavlović ut till cypriotiska APOEL.